# 大森博史
大森 博史（おおもり ひろし、1954年12月19日 - ）は、東京都出身の俳優。血液型はO型。身長174cm、体重73kg。イイジマルーム所属。以前は鈍牛倶楽部に所属していた。
次男坊。学習院初等科、学習院中等科、学習院高等科を経て、学習院大学文学部仏文科中退。フランス研究会から演劇部に移り、先輩に誘われて、オンシアター自由劇場に入団。オンシアター自由劇場解散後、一時、ホリプロに所属。日本大学芸術学部講師。ハイセイコーの馬主と親友。

## 出演

### テレビドラマ
- まんさくの花（1980年、NHK）
- 振り返れば奴がいる（1993年、フジテレビ） - 神尾仁
- NHK大河ドラマ
  - 毛利元就（1997年） - 吉川経世
  - 光る君へ（2024年） - 清原元輔
- すずらん（1999年、NHK） -
- 未来戦隊タイムレンジャー（2000年） - 心理カウンセラー
- 北の国から2002遺言（2002年、フジテレビ）
- 土曜ワイド劇場「西村京太郎トラベルミステリー・高山本線殺人事件」（2003年、テレビ朝日）
- 月曜ミステリー劇場「ひまわりさん2」（2005年、TBS）
- ママ!アイラブユー（2005年、TBS）
- Dr.コトー診療所（2006年、フジテレビ）
- 時効警察（2006年、テレビ朝日）第6話
- 土曜ワイド劇場「炎の警備隊長・五十嵐杜夫5」（2007年） - 遠藤刑事
- Around40〜注文の多いオンナたち〜（2008年、TBS）
- わたしが子どもだったころ ラサール石井篇（2009年、NHK）
- 去りゆく日に（2009年） - 戸川本部長
- 京都南署鑑識ファイル（2009年） - 桜井良雄
- JIN-仁-第1話（2011年、TBS）
- 水戸黄門第43部（2011年） - 岩城喜左衛門
- ヒトリシズカ（2012年） - 諸星副署長
- 鬼刑事 米田耕作1（2012年） ‐ 南原鑑識官
- 鼠、江戸を疾る 第5話（2014年、NHK） - 川村重盛
- 土曜ワイド劇場「福原警部5」（2014年、テレビ朝日） - 長瀬和之
- おわこんTV（2014年） - 紀藤隆二
- 警視庁捜査一課9係 season9（2014年、テレビ朝日） - 小杉義弘
- DOCTORS〜最強の名医〜 新春ドラマスペシャル（2015年1月4日、テレビ朝日系） - 春川誠
- 癒し屋キリコの約束（2015年） - 黒木国義
- 僕とシッポと神楽坂（2018年） - 加瀬正敏
- インハンド（2019年） - 宮川敦

### 映画
- 新・人間失格（1978年）
- 上海バンスキング（1998年）
- 真夜中まで（2000年）東京国際映画祭コンペティション出品
- 突入せよ! あさま山荘事件（2002年） - 反後課長
- アンテナ（2004年）
- 揮発性の女（2004年）
- イヌゴエ（2006年）
- 魍魎の匣（2007年） - 寺田兵衛
- SAD CITY（2009年）
- ヒーローショー（2010年） - 香川義男
- 相棒 -劇場版II- 警視庁占拠! 特命係の一番長い夜（2010年） - 鈴木光彦
- 希望の国（2012年） - 林

### 舞台
- T.P.T.ピアノ（1996年）
- こんにゃく座オペラ 夏の夜の夢（1996年）
- 大回転劇団第八回公演 3 STEPS FROM HEAVEN（1996年）
- T.P.T.ピアノ（1997年）
- 阿呆劇トゥーランドット姫（1997年）
- TS MUSICAL FOUNDATION 忘れモノ・探しモノ（1997年）
- 湯けむり仲居純情日記（1997年）
- ひまわり（1997年）
- ブルーエンジェル〜嘆きの天使〜（1998年）
- ワーニャ叔父さん（1998年）
- 十二夜（1998年）
- T.P.T.ルル（1998年）
- T.P.T.愛の勝利（1999年）
- セツアンの善人（1999年）
- 地人会公演 谷間の女たち（1999年）
- TS MUSICAL FOUNDATION 忘れモノ・探しモノ（1999年）
- ゴドーを待ちながら（2000年）
- NODA・MAP第8回公演 カノン（2000年）
- ヴォヤージュ（2001年）
- 恋愛戯曲（2001年）
- ウィンザーの陽気な女房達（2001年）
- 三文オペラ（2001年）
- ハムレット（2001年）
- 宇宙でいちばん速い時計（2002年）
- 谷山浩子の幻想Vo1.2 不思議の国のアリス（2002年）
- 今宵かぎりは（2002年）
- エレファント・マン（2002年）
- ハムレット（2002年）
- ピルグリム（2003年）
- 月影十番勝負第八番 ダブルアルバム（2003年）
- ブロードウェイミュージカル ユーリンタウン（2004年）
- イントゥーザウッズ（2004年）
- タルチュフ（2004年）
- 第七官界彷徨（2004年）
- リア王 パブリックシアター（2004年）
- 子午線の祀り（2004年）
- ガス燈（2005年）
- エドモンド（2005年）
- 偶然の音楽（2005年）
- くるみ割り人形（2005年）
- レインマン（2006年）
- イントゥーザウッズ 再演（2006年）
- サントリーホール企画 天正少年使節団と音楽の旅（2006年）
- ルーモアーズ（2006年）
- 国盗人（2007年） - ヘイスティングズ卿［左大臣］
- レインマン（2007年） - ウォルター・ブルーナー
- 肝っ玉おっ母とその子どもたち（2008年） - 料理人
- どん底（2008年） - したり顔のイカサマ師サーチン
- 偶然の音楽（2008年） - ウィリアム・フラワー
- リチャード三世（2008年） - バッキンガム公
- リチャード三世（2009年） - バッキンガム公
- THE COAST OF UTOPIA ユートピアの岸へ（2009年）
- 上海バンスキング（2010年） - 白井大尉
- 33の変奏曲（2010年）
- 十二夜（2011年） - サー・トービー・ベルチ
- 漂流劇 ひょっこりひょうたん島（2015年） - 海賊
- 奇人たちの晩餐会（2022年）[1]
- 仮面劇・預言者（2023年）[2]
- ガード下のオイディプス（2024年）[3]
- 更地20（2024年）[4]
- 西に黄色のラプソディ（2025年公演予定）[5]

### CM
- アイフルホーム 両親への挨拶編（2008年）
- 妻を連れだそう キャンペーンCM（インターネットCM） （2010年）